# Tortula rotundifolia
Tortula rotundifolia là một loài rêu trong họ Pottiaceae. Loài này được Hartm. mô tả khoa học đầu tiên năm 1849.